# Dombibliothek Konstanz

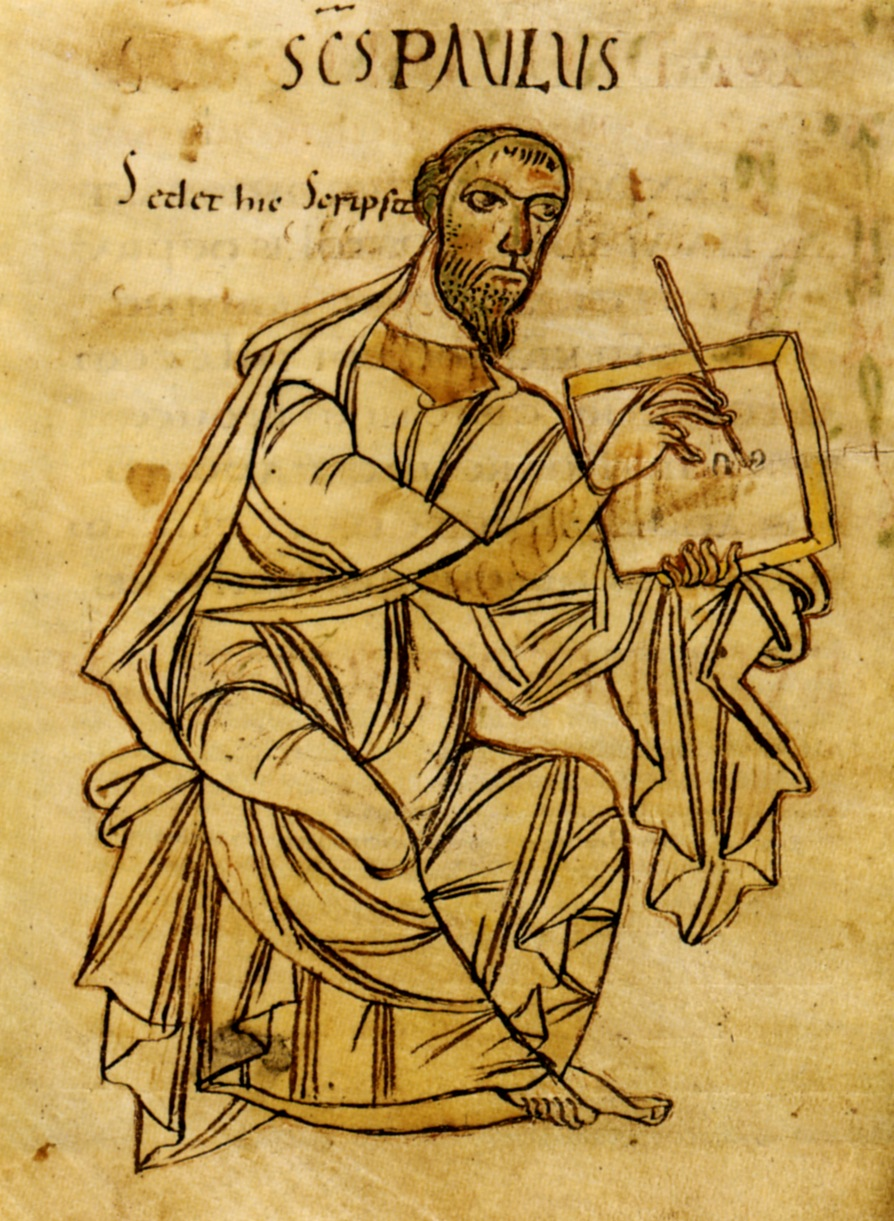
Der Apostel Paulus in einem Kodex aus der Dombibliothek Konstanz

Die Dombibliothek von Konstanz war die Bibliothek der Bischöfe von Konstanz und des Domkapitels. Sie ist heute nicht mehr als Bestand erhalten, sondern über mehrere Bibliotheken verstreut. Zu den erhaltenen Schriften zählen bedeutende Manuskripte aus dem Bodenseegebiet des 8. und 9. Jahrhunderts, dem Spätmittelalter und der Renaissance.

## Geschichte
Die Anfänge der Konstanzer Dombibliothek werden ins 6. Jahrhundert datiert. Rund 45 Handschriften aus dem frühen Mittelalter sind nachweisbar. Die Dombibliothek war zu diesem Zeitpunkt deutlich kleiner als die Bibliothek des Klosters Reichenau mit ihren über 400 dokumentierten Handschriften, besaß jedoch dennoch den Ruf, das Schriftgut der Zeit repräsentativ widerzuspiegeln. Ergänzt wurde sie vor allem von den Skriptorien der Abtei St. Gallen und dem Kloster Reichenau, wobei zwischen dem Bischofssitz und den Klöstern ein Austausch stattfand. Andere Handschriften kamen aus den Klöstern Corvey, Echternach, Weingarten und St. Blasien. Auch der Bischofssitz besaß spätestens ab dem 11. Jahrhundert ein Skriptorium, dessen Produktion jedoch gegen Ende des 12. Jahrhunderts erlahmte.
Die Bibliothek diente den Bischöfen und dem Domkapitel als Arbeitsinstrument; ab dem 11. Jahrhundert war sie wohl auch für die neu gegründete Domschule zugänglich. Aus der Zeit des Investiturstreits stammen die gelehrten Randglossen, die vielen Handschriften systematisch hinzugefügt wurden.
Im Hochmittelalter kamen Handschriften verschiedener Provenienz aus professionellen Skriptorien hinzu, unter anderem von den Zisterziensern und der Universität Paris. Ein Katalog von 1343 verzeichnet fast 200 Handschriften in Konstanz. Der Umfang nahm vom 14. Jahrhundert an durch Schenkungen stetig zu. Zwischen 8 und 15 Bände stiftete etwa der Kirchenrechtslehrer Jakob Grimm um 1470 aus seiner Handbibliothek; der Theologe Johannes Crutzlinger vermachte 1506 seinen Besitz an juristischen, theologischen und humanistischen Schriften.

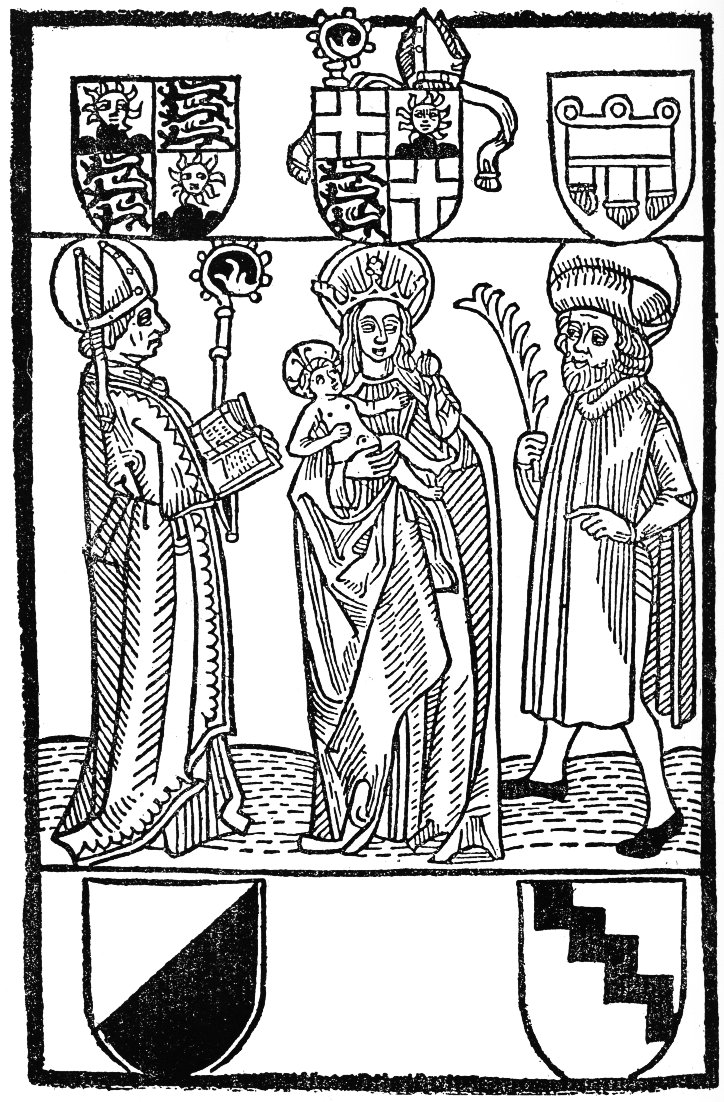
Titelholzschnitt des gedruckten Rituale Constantiense um 1482

Bis etwa 1450 belegte die Bibliothek einen eigenen Raum im Obergeschoss des Kreuzgangs am Konstanzer Münster – dem späteren Kapitelsaal –, dann wurde sie in das Wirtschaftsgebäude südlich des Kreuzgangs („Stauf“) verlegt. Viele Handschriften wurden im 15. Jahrhundert neu in helles Leder gebunden und mit Ketten an den Lesepulten befestigt. An diesen „Konstanzer Einbänden“ lassen sich viele der einst zur Dombibliothek gehörenden Schriften heute noch identifizieren.
Bereits um 1474 erkannte man im Bistum den Wert des Buchdrucks und begann, liturgische Schriften zu drucken, darunter das erste gedruckte Messbuch überhaupt. Bischof und Domkapitel ließen zunächst in Augsburg, Straßburg und Basel drucken. Vielleicht gab es in Konstanz bereits ab 1475/76 einen Drucker; mit Sicherheit belegt ist der erste lokale Druck erst 1505. Neben Messbüchern und Brevieren wurden für das Bistum Ritenbücher, Kalender und später auch Gesangbücher für Laien gedruckt.
Zu den prominentesten Lesern der Bibliothek gehörten Erasmus von Rotterdam während seines Aufenthalts in Basel sowie im frühen 17. Jahrhundert der Schweizer Gelehrte Melchior Goldast.
Während der Reformationszeit fehlte es an Pflege; die Bücher zerfielen. Nach der Rekatholisierung der Stadt 1549 herrschte Geldmangel, so dass die Bücher nicht restauriert werden konnten. Schließlich wurden die mittlerweile 900 Bände im Jahr 1630 für 300 Gulden an die Abtei Weingarten verkauft. Zu den verkauften Stücken zählten 159 Handschriften auf Pergament und 172 auf Papier sowie etwa 570 gedruckte Bände. In Konstanz verblieben nach dem Verkauf nur rund 20 Bände. Die übrigen Schriften teilten das Schicksal der Klosterbibliothek Weingarten.

## Verstreuung
Mit der Säkularisation fiel die Weingartener Klosterbibliothek zunächst an das Haus Hessen-Oranien-Nassau, so dass ein kleiner Teil der Bestände heute in den Landesbibliotheken Fulda (59 Handschriften) und Darmstadt zu finden sind.
Der größere Teil der Weingartener Bibliothek wurde 1806 dem Königreich Württemberg zugesprochen und 1810 in die Königliche Handbibliothek (heute Württembergische Landesbibliothek) in Stuttgart überführt.
Von den wenigen in Konstanz verbliebenen Büchern erwarb einige nach Auflösung des Bistums der Sammler Joseph von Laßberg von einem Antiquar, darunter der Bibliothekskatalog von 1343. Nach Laßbergs Tod 1855 gingen sie mit seiner Bibliothek durch Kauf an Fürstlich Fürstenbergischen Hofbibliothek in Donaueschingen über. Drei Codices und ein Vetus-Latina-Fragment wurden 1982 bei Sotheby’s versteigert. 1993 kaufte das Land Baden-Württemberg die noch vorhandenen Fürstenbergischen Handschriften. Die ehemals Konstanzer befinden sich seither ebenfalls in der Württembergischen Landesbibliothek.
Einzelne Handschriften und Inkunabeln finden sich auch in der Kantonsbibliothek Thurgau in Frauenfeld, der Universitätsbibliothek Freiburg, der Universitätsbibliothek Gießen, der British Library und im Stift St. Paul im Lavanttal.

## Bücher aus der Dombibliothek

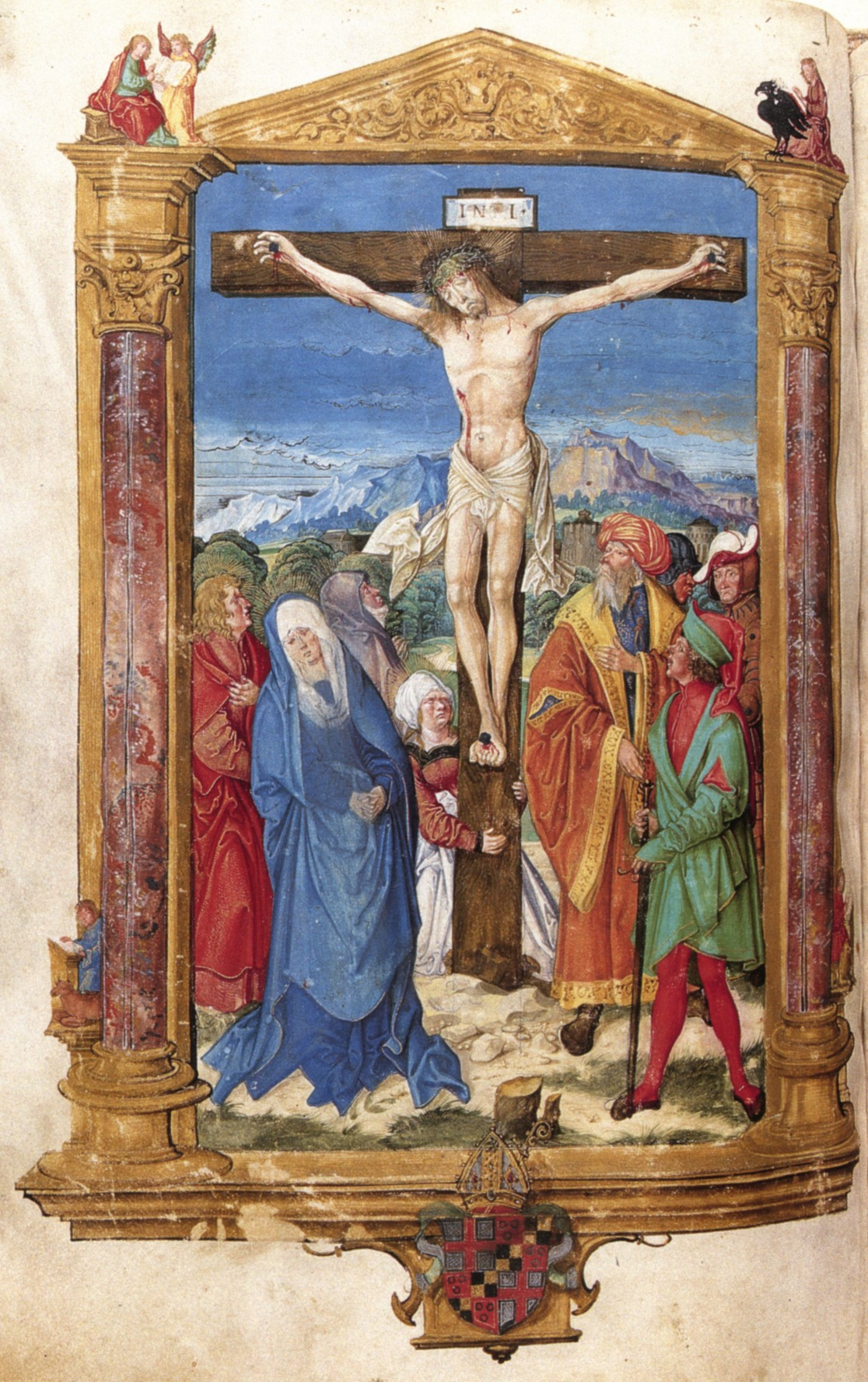
Kreuzigung aus dem Missale des Hugo von Hohenlandenberg (um 1500)

Der größte Schwerpunkt der Bibliothek lag auf Büchern zur Theologie, Bibelkommentaren, Schriften der Kirchenväter und Heiligenviten. Zweiter Schwerpunkt ist das Kirchenrecht. Daneben finden sich wissenschaftliche Schriften zur Philosophie, Astronomie und Mathematik für die Ausbildung der Domschüler und Kanoniker.
Die ehemals Konstanzer Schriften konnten, sofern sie nicht in dem Bibliothekskatalog von 1343 verzeichnet sind, anhand ihrer Einbände oder ihrer Weingartener Datierung der ehemaligen Dombibliothek zugeordnet werden. Zu den wichtigsten erhaltenen Schriften zählen unter anderem folgende (Signaturen beziehen sich, soweit nicht anders angegeben, auf den Handschriftenkatalog der Württembergischen Landesbibliothek):
- Fragmente eines Vetus-Latina-Kodex (Oberitalien oder Nordafrika, 4./5. Jh.; Cod. fragm. 100), der bei der Neueinbindung von Handschriften im 15. Jh. zerschnitten und als Verstärkungsmaterial gebraucht wurde.
- Bibelhandschrift des Theodulf von Orléans (Orléans, 8. Jh.; HB II 16)
- Epiphanius latinus (9. Jh.; HB VII 4), Evangelienauslegung
- Älteste nachgewiesene Vita des Hl. Willibrord, verfasst von Alkuin (erstes Drittel des 9. Jh.; HB XIV 1)
- Sogenannte Alkuin-Bibel (um 830; HB II 40)
- Paulusbriefe (Kloster St. Gallen, um 820; HB II 54)
- Sakramentar (Kloster Reichenau, Ende 9. Jh.; Cod. Don. 191)
- Weltchronik des Eusebius Caesariensis (10. Jh.; HB V 18)
- Weingartner Liederhandschrift (Konstanz (?) zwischen 1310 und 1320; HB XIII 1); ein Aufenthalt dieser weltlichen Handschrift in der Dombibliothek ist nicht gesichert.
- Stadtchronik des Gebhard Dacher (Konstanz vor 1470; HB V 22)
- Euklids Elemente (um 1470; HB XI 24)
- Albertus Magnus: Summa theologiae (Italien, nachgewiesen für 1470; HB III 29)
- Augustin Tünger: Facetiae Latinae et Germanicae (Konstanz 1486; HB V 24a)
- Vierbändiges Missale des Bischofs Hugo von Hohenlandenberg (um 1500; Erzbischöfliches Archiv von Freiburg im Breisgau, Da 42, 2-4): Das prächtig illustrierte Missale gilt als kostbarstes Werk der Renaissance. Es bestand die Reformation im Privatbesitz des Bischofs weitgehend unbeschadet. Der erste Band wurde 1832 in Einzelblätter zerschnitten und verkauft. Es gilt als eines der herausragendsten Dokumente süddeutscher Buchmalerei.

Chronologische Einordnung der Konstanzer Kodizes:
| Jahrhundert | Anzahl | Jahrhundert | Anzahl |
| ----------- | ------ | ----------- | ------ |
| 8.          | 2      | 12./13.     | 7      |
| 9.          | 38     | 13.         | 7      |
| 9./10.      | 9      | 13./14.     | 17     |
| 10.         | 5      | 14.         | 31     |
| 10./11.     | 3      | 14./15.     | 8      |
| 11.         | 14     | 15.         | 51     |
| 11./12.     | 1      | 15./16.     | 1      |
| 12.         | 4      | 16.         | 1      |